# Stone Gossard

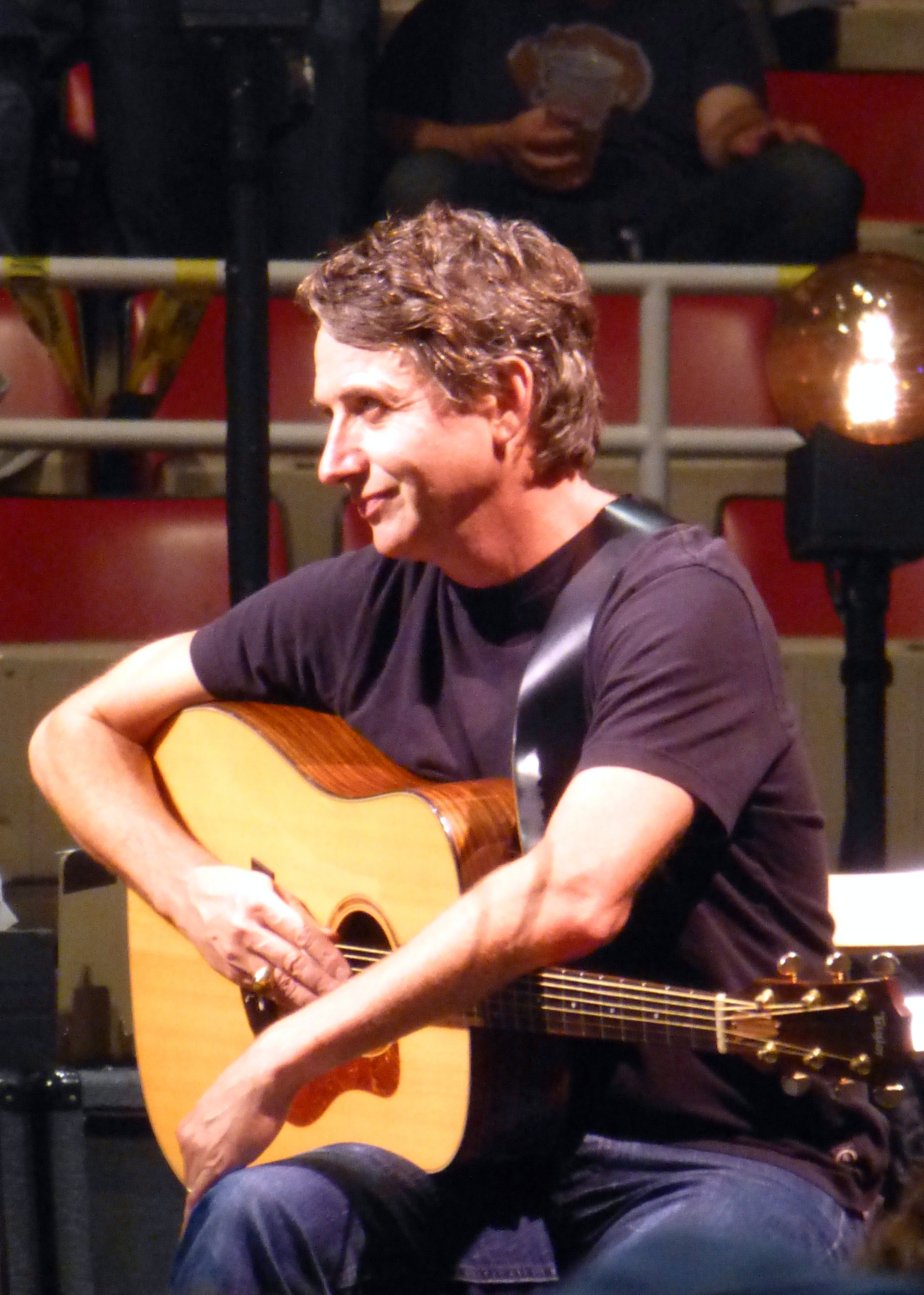
Stone Gossard, 2014

Stone Gossard (* 20. Juli 1966 in Seattle, Washington) ist Gitarrist, Co-Songwriter und Gründungsmitglied der US-amerikanischen Rockband Pearl Jam.

## Karriere
Gossard begann seine musikalische Karriere bei einer Band namens March of Crimes und spielte später zusammen mit Jeff Ament, Steve Turner und Mark Arm bei der Band Green River. Nach dem Split der Band gründete er zusammen mit Ament Mother Love Bone, während Arm und Turner sich aufmachten, Mudhoney zu gründen. Weitere Mitglieder von Mother Love Bone waren Greg Gilmore (Drums), Bruce Fairweather (Gitarre) und Andrew Wood (Gesang). Zwei Wochen vor Erscheinen des Albums Apple am 16. März 1990 wurde Wood im komatösen Zustand von seiner Freundin in deren Wohnung aufgefunden. Nach drei Tagen entschloss sich die Familie zusammen mit Freunden und der Band, die lebenserhaltenden Geräte abzuschalten.
Im Gedenken an Wood initiierte Chris Cornell von der Band Soundgarden 1990 ein Tribut-Album, bei dem sowohl Gossard als auch Ament mitarbeiteten. Das Album wurde unter dem Namen Temple of the Dog veröffentlicht und hat heute Kultstatus.
Parallel dazu gründete Gossard mit Ament Pearl Jam (damals noch unter dem Namen Mookie Blaylock). Das Lineup wurde komplettiert durch Mike McCready (Gitarre), Eddie Vedder (Gesang, Gitarre) und Dave Krusen (Schlagzeug). Im Zuge des Grunge-Hypes in den 1990er Jahren erlangte Pearl Jam praktisch über Nacht Weltruhm. Die Band existiert bis heute und hat bisher elf Studioalben veröffentlicht. Gossard ist einer der Songwriter der Gruppe und schrieb unter anderem die Musik zu ihrer ersten Hitsingle Alive. In der Anfangszeit fungierte er zudem faktisch als Bandleader, bis 1994 Eddie Vedder diese Rolle übernahm.
Im Jahr 1992 spielte Stone Gossard im Film Singles – Gemeinsam einsam von Cameron Crowe sich selbst, als Gitarrist der Band Citizen Dick.
Stone Gossard veröffentlichte 2001 sein erstes Soloalbum unter dem Namen Bayleaf, weiterhin spielt er in der Band Brad.